# Grant County, North Dakota
Grant County är ett administrativt område i delstaten North Dakota, USA, med 2 394 invånare. Den administrativa huvudorten (county seat) är Carson. 

## Geografi
Enligt United States Census Bureau så har countyt en total area på 4 315 km². 4 298 km² av den arean är land och 17 km² är vatten. 

### Angränsande countyn
- Morton County - nord och öst
- Sioux County - syd
- Adams County - sydväst
- Hettinger County - väst
- Stark County  - nordväst